# كلايف تشارلز
كلايف تشارلز (بالإنجليزية: Clive Charles)‏ (3 أكتوبر 1951 في المملكة المتحدة - 26 أغسطس 2003 ببورتلاند في المملكة المتحدة) هو مدرب كرة قدم ولاعب كرة قدم بريطاني في مركز الدفاع. لعب مع كارديف سيتي ووست هام يونايتد وMontreal Olympique ‏ وبورتلاند تيمبرز ولوس أنجلوس لايزرز وبيتسبرغ سبيريت ‏.

## وصلات خارجية
- كلايف تشارلز على موقع الاتحاد الدولي (مؤرشف)  (الإنجليزية)
- كلايف تشارلز على موقع قاعدة بيانات كرة القدم.إي يو (الإنجليزية)
- كلايف تشارلز على موقع قاعدة بيانات كرة القدم.إي يو (الإنجليزية)
- كلايف تشارلز على موقع أوليمبيديا (الإنجليزية)